# Bruno Frey (Mäzen)
Bruno Frey (* 30. Juni 1920 in Biberach an der Riß; † 23. Februar 2005) war ein deutscher Unternehmer, Kulturförderer und Mäzen.

## Leben
Frey wuchs in Biberach auf und absolvierte im Jahre 1938 das Abitur. Von  1939 bis 1945 nahm er als Soldat der deutschen Wehrmacht am Zweiten Weltkrieg teil. Am Ende des Krieges geriet er in sowjetische Gefangenschaft. Danach studierte er von 1946 bis 1950 Jura an der Albert-Ludwigs-Universität Freiburg. Seine erste berufliche Tätigkeit war die Übernahme einer Maschinenfabrik für Filzherstellung in Hanau. Es folgten weitere Beteiligungen an verschiedenen Firmen in Deutschland und Spanien. Seine im Jahre 2004 ins Leben gerufene Bruno-Frey-Stiftung förderte im Jahre 2011 Projekte im Gesamtwert von 625.221 Euro.
Die Musikschule von Biberach trägt seinen Namen.
Frey starb im Jahr 2005.

## Mäzenatentum
- Stiftung eines jährlich zu vergebenden Bruno-Frey-Musikpreises der Landesakademie für die musizierende Jugend in Baden-Württemberg, Ochsenhausen, 1991
- Ersteigerung des Blumenkörbchens von Johann Melchior Dinglinger als Dauerleihgabe für das Braith-Mali-Museum, 1999
- Gründung der Bruno-Frey-Stiftung für musikalische Früh- und Hochbegabtenförderung, 2004
- Bruno-Frey-Stiftung für soziale und kulturelle Zwecke, 2005 (testamentarisch)[1]

## Ehrungen
- Ehrenbrief des Landes Hessen für Unterstützung sozialer und karitativer Einrichtungen
- Ehrenbürger der Stadt Biberach, 1993